# Iwan Michailowitsch Gubkin

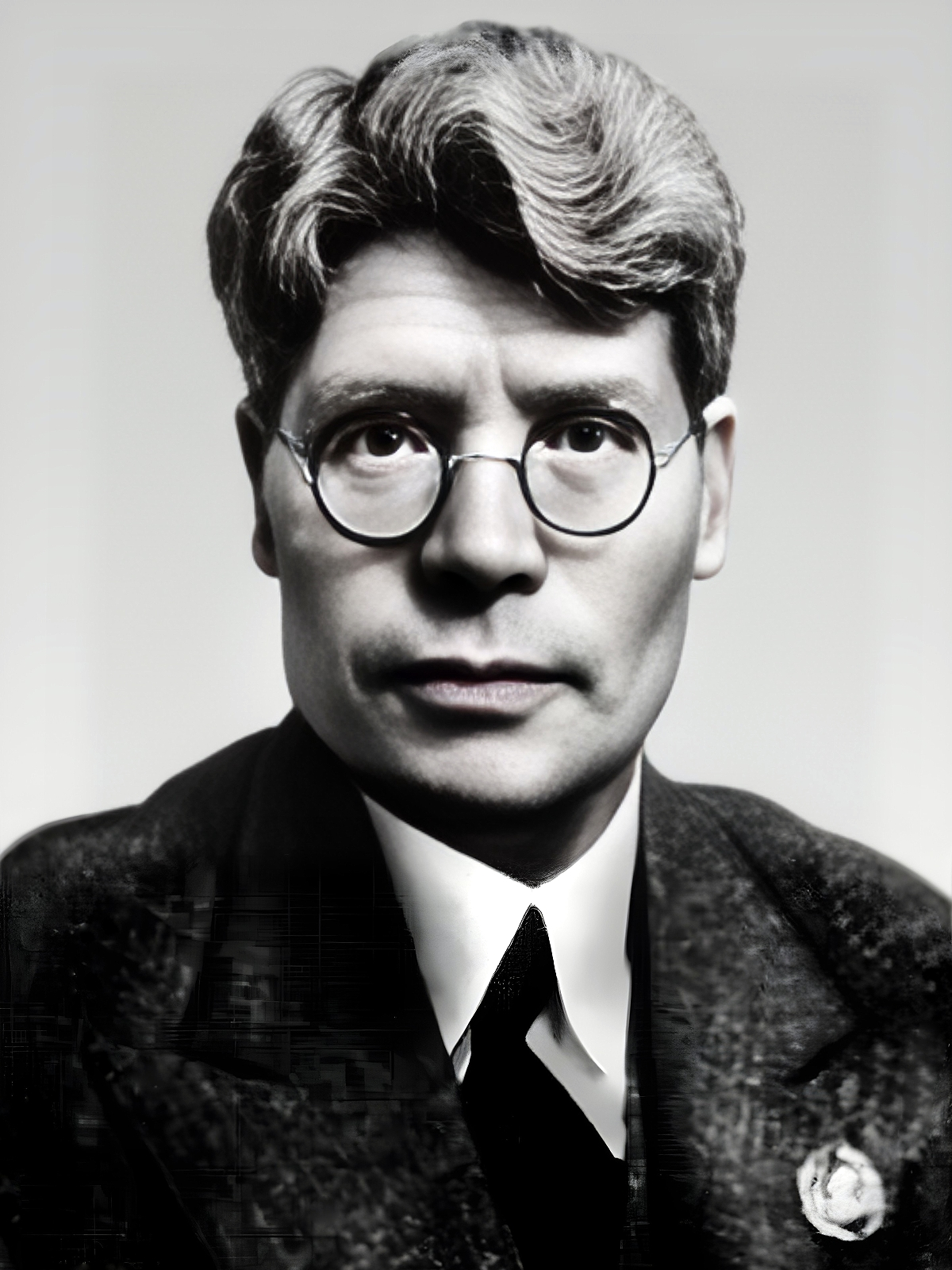
Iwan Michailowitsch Gubkin

Iwan Michailowitsch Gubkin (russisch Иван Михайлович Губкин, wiss. Transliteration Ivan Michajlovič Gubkin; * 9. Septemberjul. / 21. September 1871greg. in Posdnjakowo, Gouvernement Wladimir; † 21. April 1939 in Moskau) war ein russischer bzw. sowjetischer Geologe und Begründer der sowjetischen Erdölgeologie.

## Leben
Gubkin lernte an der Gemeindeschule des Ujesd Murom. 1890 absolvierte er ein Lehrerseminar und arbeitete als Dorflehrer im Ujesd Murom. Von 1895 bis 1898 studierte er am Petersburger Lehrerinstitut und arbeitete dort anschließend als Lehrer einer Stadtschule.
Er nahm erneut am Petersburger Bergbauinstitut ein Studium auf und arbeitete nach dessen Abschluss 1910 am Geologischen Institut. Von 1917 bis 1918 ging er in die USA zum Studium der Erdölindustrie und trat anschließend auf Veranlassung Lenins dem Erdölkomitee bei. An der Moskauer Bergbauakademie arbeitete er ab 1920 als Professor und ab 1922 als Rektor. 1921 trat er der Kommunistischen Partei bei. In den Jahren 1920 bis 1925 agierte er als Vorsitzender der Spezialkommission für die Erforschung der Kursker Magnetanomalie. Er baute 1925 am Staatlichen Erdölforschungsinstitut ein Laboratorium zur Lagerstättenerkundung mittels geophysikalischer Methoden auf. Es bildete die Basis für weitere Industrie- und Forschungsinstitute. Gubkin wurde 1929 Mitglied der Akademie der Wissenschaften der UdSSR, 1936 deren Vizepräsident und 1937 Vorsitzender der Aserbaidschanischen Filiale der Akademie der Wissenschaften. 1930 wurde er Direktor des Lehrstuhls für Geologie und Erdöllagerstätten und stand als Rektor dem Moskauer Erdölinstituts vor. Ab 1931 wirkte er als Chef der Staatlichen Geologischen Leitung des Obersten Rates für Volkswirtschaft und von 1930 bis 1936 als Präsident des Rates „Studium der Produktivkräfte“ der Akademie der Wissenschaften der UdSSR. 1937 wurde er zum Präsidenten der in Moskau stattfindenden 17. Sitzung des Internationalen Geologischen Kongresses gewählt. Außerdem war er Abgeordneter des Obersten Sowjets der UdSSR.
Sein Hauptaugenmerk richtete Gubkin auf die Erdölgeologie. Seine Arbeiten zur Erforschung der Bildung von Erdöllagerstätten im Nordkaukasus dienten als Grundlage für Sucharbeiten in diesem Gebiet. Er entwickelte die Lehre von den Gesetzmäßigkeiten der Ausbreitung und Entstehung von Schlammvulkanen und wies ihre Verbindung mit Erdölfeldern nach. In seinem klassischen Werk Studium des Erdöls (russ. Учение о нефти) von 1932 legte er seine Vorstellungen von der Entstehung des Erdöls und die Bedingungen für die Bildung von Lagerstätten dar. Er bearbeitete außerdem Fragen zu primären und sekundären Erdölvorkommen, der Migration von Erdöl und Gas, der Klassifikation von Erdölvorkommen und Gesetzmäßigkeiten ihrer Verteilung. Großen theoretischen und praktischen Wert besaßen die Arbeiten Gubkins über die Gründung der Erdölbasis zwischen Wolga und Ural. In seiner 1940 posthum erschienenen Arbeit Erdölgebiet Ural-Wolga (russ. Урало-Волжская нефтеносная область) zeigte Gubkin industrielle Perspektiven eines „zweiten Baku“ auf. Unter unmittelbarer Teilnahme Gubkins wurden wichtige Entscheidungen für die wirtschaftliche Entwicklung des Landes beschlossen, zum Beispiel die Mineralrohstoffbasis des Ural-Kusnezker-Kombinates, Probleme der industriellen Entwicklung Sibiriens, des Fernen Ostens oder Transkaukasiens.
Gubkin ist Namensgeber für die Stadt Gubkin und für die Skaly Gubkina, einer Gruppe von Nunatakkern in der Antarktis.

## Auszeichnungen
- Leninorden
- Leninpreis
- Rotbannerorden der Arbeit
- Verdienter Wissenschaftler und Techniker der UdSSR

## Ehrungen
Um seine Verdienste zu würdigen, trägt oder trug seinen Namen:
- die Stadt Gubkin in der Oblast Belgorod
- das Geologische Institut der Akademie der Wissenschaften der Aserbaidschanischen SSR
- die Moskauer Universität für Erdöl und Gas
- eine Geldprämie der Akademie der Wissenschaften der UdSSR